# Rui de Sequeira
Rui de Sequeira (siglo XV) fue un marino, navegante y explorador portugués.

## Navegaciones
Navegando al servicio de D. João II, Rui de Sequeira llegó a la costa de la actual Nigeria, en 1472, bautizando la laguna en la región de Lagos con el nombre de Lago de Curamo, y a la ciudad con el nombre con el que hoy se llama, Lagos,  posiblemente en homenaje a la ciudad del Algarve, Lagos.
En 1475, cuando su contrato expiró, Sequeira habría llegado al cabo de Santa Catarina, al sur del Ecuador y del río Gabón
En 1481 fue enviado por el rey, junto con  Lopo Gonçalves, en busca del extremo  de África, el aún desconocido, cabo de Buena Esperanza.